# Tiếng Masbateño
Tiếng Masbateño là một ngôn ngữ thuộc nhóm Visaya trong chi Philippine, Ngữ tộc Malay-Polynesia của Ngữ hệ Nam Đảo.
Tiếng Masbateño được khoảng 600.000 người nói, chủ yếu ở tỉnh Masbate tại Philippines. Ngôn ngữ này có quan hệ gần gũi với tiếng Capiznon và tiếng Hiligaynon trên đảo Panay. Ngôn ngữ này có thể coi là ngôn ngữ Bisakol, có nghĩa là ngôn ngữ trung gian giữa nhóm Visayan và nhóm Bicolano.

## Phát âm
Tiếng Masbateño có 16 phụ âm p, t, k, b, d, g, m, n, ng, s, h, w, l, r và y, 3 nguyên âm là i,a và o/u. Âm o và u là các tha âm vị, với âm "u" luôn được sử dụng khi được bắt đầu và đôi khi là kết thúc của một âm tiết, và âm "o" luôn được dùng khi nó đứng cuối một âm tiết.